# Casa rectoral de Lavit
La casa rectoral de Lavit és un edifici de Torrelavit (Alt Penedès) inclòs a l'Inventari del Patrimoni Arquitectònic de Catalunya.

## Descripció
La casa rectoral de Lavit està situada al costat de l'església de Santa Maria, al cim del poble i davant del riu Bitlles. És una casa senyorial que consta de soterrani, planta baixa, pis i golfes amb coberta a dues vessants.
La façana presenta una galeria d'arcades de mig punt sobre columnes salomòniques que constitueix l'element més remarcable. Hi ha una entrada lateral adovellada i contraforts.

## Història
La casa rectoral de Lavit és un edifici d'origen medieval reconstruït i ampliat al segle xviii. La reforma de la façana principal es troba documentada l'any 1760 i va ser realitzada per encàrrec d'un rector anomenat Figueres.